# 祥太文化館
祥太文化館，是中華民國嘉義市東區的一座私人藝術陳列館，為祥太文教基金會所成立，在2003年12月12日開館，主要展出「台灣早期交趾陶」、「佛像雕塑」與「華夏古陶瓷」等收藏品。

## 沿革
- 1999年1月14日，祥太醫院創院院長王福源與其夫人魏麗嫥創立祥太文教基金會，並將他們多年來蒐集集到與臺灣本土陶塑發展歷史有關的文物捐贈該基金會[4]。
- 2000年11月，祥太文教基金會在國立歷史博物館展出「彩塑人間—台灣早期交趾陶藝展」[1]。
- 2003年12月12日，祥太文教基金會於嘉義市成立祥太文化館，邀請中華民國總統陳水扁剪綵揭幕[2]。

## 外部連結
- 祥太文化館 （页面存档备份，存于）
- 祥太文化館 （页面存档备份，存于）